# Internationale Gewerkschaft der Nahrungsmittelarbeiter
Die Internationale Gewerkschaft der Nahrungsmittelarbeiter (ausführlich: „Internationale Union der Lebensmittel-, Landwirtschafts-, Hotel-, Restaurant-, Catering-, Tabak- und anverwandter Arbeitnehmerverbände (IUL)“, mit internationalem Namen International Union of Food, Agricultural, Hotel, Restaurant, Catering, Tobacco and Allied Workers' Associations (IUF)) ist eine der Globalen Gewerkschaftsföderationen. Sie wurde in ihrer jüngeren Geschichte besonders von Dan Gallin, dem Generalsekretär von 1968 bis 1997, geprägt, der sich zusammen mit Charles Levinson von der International Federation of Chemical, Energy, Mine and General Workers’ Unions für eine aktivere und kämpferischere Rolle der Globalen Gewerkschaftsföderationen gegenüber den Transnationalen Konzernen einsetzte. Dabei vertraten Levinson und Gallin pointiert den Standpunkt, dass die internationale Gewerkschaftsbewegung alle Versuche staatlicher Einflussnahme, besonders seitens der beiden Supermächte abwehren müsse.
Der der IUL angehörende Europäische Gewerkschaftsverband ist der Europäische Verband der Landwirtschafts-, Lebensmittel- und Tourismusgewerkschaften.
Mitgliedsgewerkschaften der IUL sind in Deutschland: die Gewerkschaft Nahrung-Genuss-Gaststätten (NGG) und die Industriegewerkschaft Bauen-Agrar-Umwelt (IG-BAU).

## Weblink
- Offizielle Website